# Marjorie Hyams

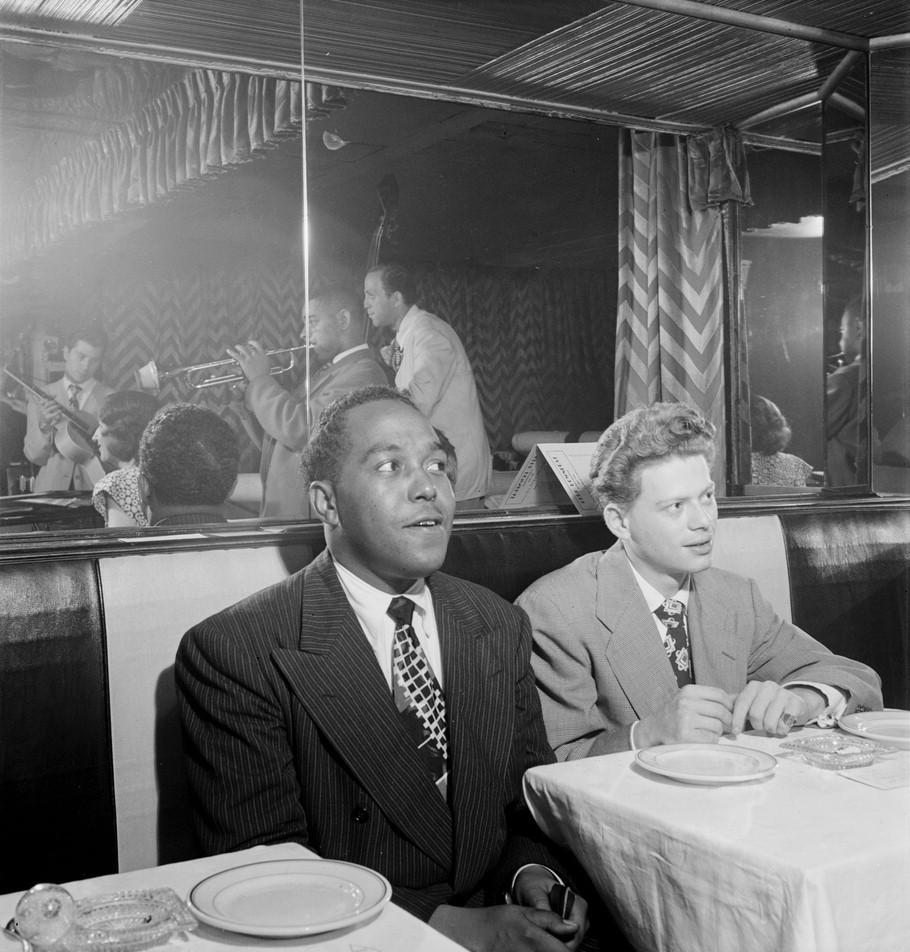
Marjorie Hyams (im Spiegel mit Dizzy Gillespie und Chuck Wayne); vor dem Spiegel Charlie Parker und Red Rodney im New Yorker Club Downbeat, etwa 1947 (Foto: William P. Gottlieb)

Marjorie „Margie“ Hyams (* 9. August 1920 in New York City; † 14. Juni 2012 in Monrovia (Kalifornien)) war eine US-amerikanische Vibraphonistin, Pianistin und Arrangeurin des Modern Jazz.

## Leben und Wirken
Hyams wuchs in Queens auf; ihr Bruder Mark war ebenfalls als Jazzmusiker aktiv. Sie trat mit einer eigenen Band in Atlantic City auf, als sie von Woody Herman entdeckt wurde. In der zweiten Hälfte der 1940er Jahre war sie dann eine bedeutende Figur der amerikanischen Jazzszene. 1944/45 war sie Mitglied in Hermans Band First Herd. Von 1945 bis 1948 leitete Hyams ein eigenes Trio, dem zeitweise Tal Farlow angehörte.  Außerdem machte sie Plattenaufnahmen mit Flip Phillips, Charlie Ventura und Mary Lou Williams; mit ihr trat sie 1947 auch in einer reinen Frauen-Bigband in der New Yorker Carnegie Hall auf. Hyams spielte von 1949 bis 1950 in George Shearings Quintett. Sie leitete jedoch nie eine Aufnahmesession unter ihrem eigenen Namen. Margie Hyams’ Karriere endete 1950, als sie sich im Alter von 27 Jahren für die Heirat mit dem Trompeter Rolf Ericson entschied. Der damals geltenden Geschlechterrolle entsprechend musste sie sich aus dem Musikgeschäft zurückziehen, unterrichtete aber weiterhin.

## Diskographische Hinweise
- Woody Herman: The V-Disc Years Vol 1 & 2 (Hep, 1945–47)
- George Shearing: Verve Jazz Masters (Verve, 1949–54)
- Charlie Ventura: Charlie Ventura 1945-1947 (Classics)
- Mary Lou Williams: Mary Lou Williams 1945-1946 (Classics)